# Aachener Nachrichten

Ehemaliges Logo der Website

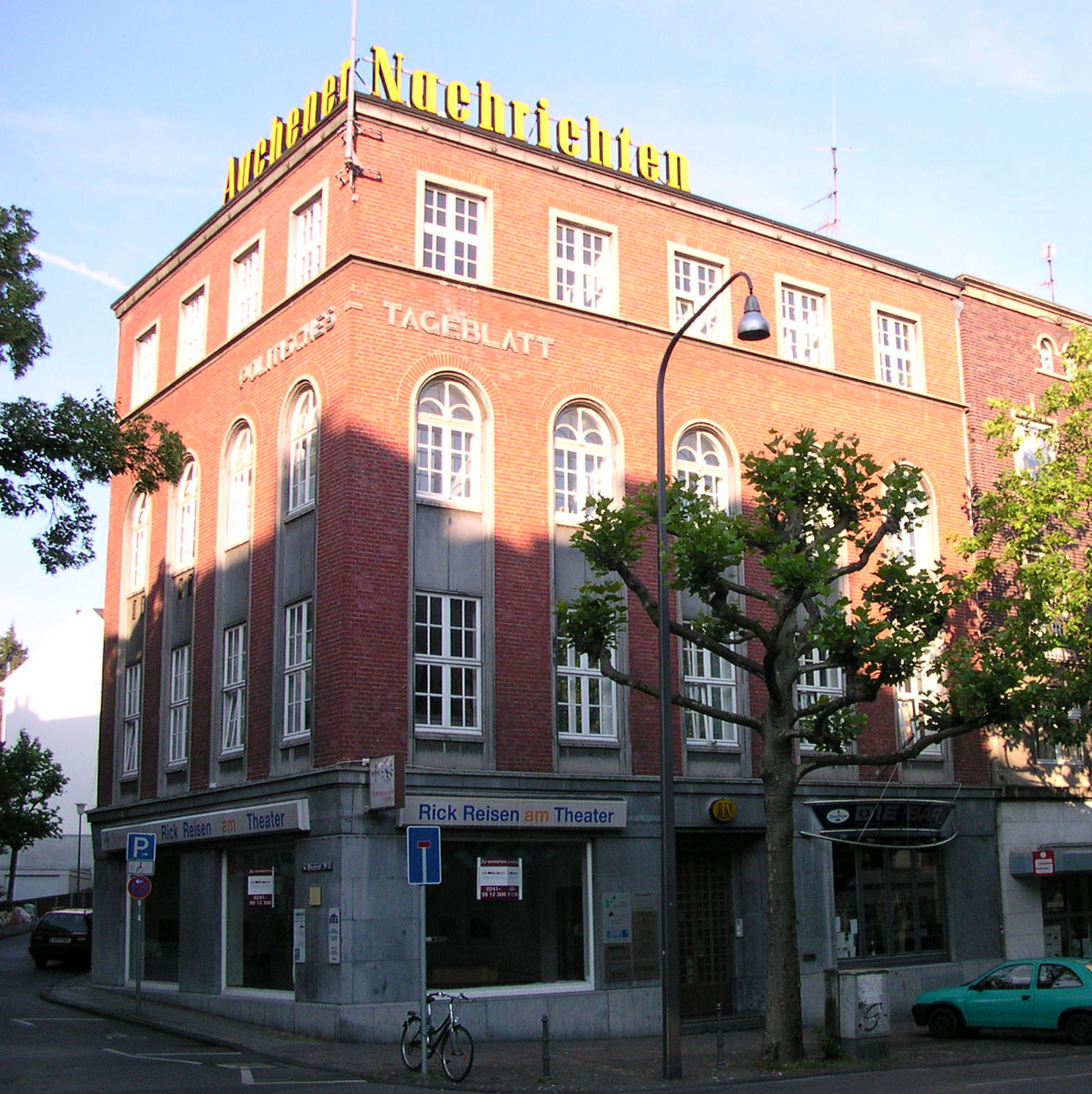
Gebäude der Aachener Nachrichten vor der Gründung des Zeitungsverlags, Aachen, Theaterstraße

Die Aachener Nachrichten, kurz AN, waren eine 1945 gegründete, in Aachen erscheinende Tageszeitung. Sie erschien zusammen mit der Aachener Zeitung im Medienhaus Aachen. Gemeinsam hatten sie eine verkaufte Auflage von 61.876 Exemplaren, ein Minus von 62,2 Prozent seit 1998. Im September 2022 verkündete der Verlag, dass Aachener Zeitung und Aachener Nachrichten zu einem Blatt unter dem Namen Aachener Zeitung verschmolzen werden. Die beiden Blätter waren allerdings bereits seit Jahren inhaltlich identisch. Die letzte Ausgabe der Aachener Nachrichten erschien am 23. März 2023. Seit dem 24. März 2023 führt die Aachener Zeitung als weiteren Titel auch den Namen Aachener Nachrichten. Die Zeitung wurde im Rheinischen Format gedruckt.

## Geschichte

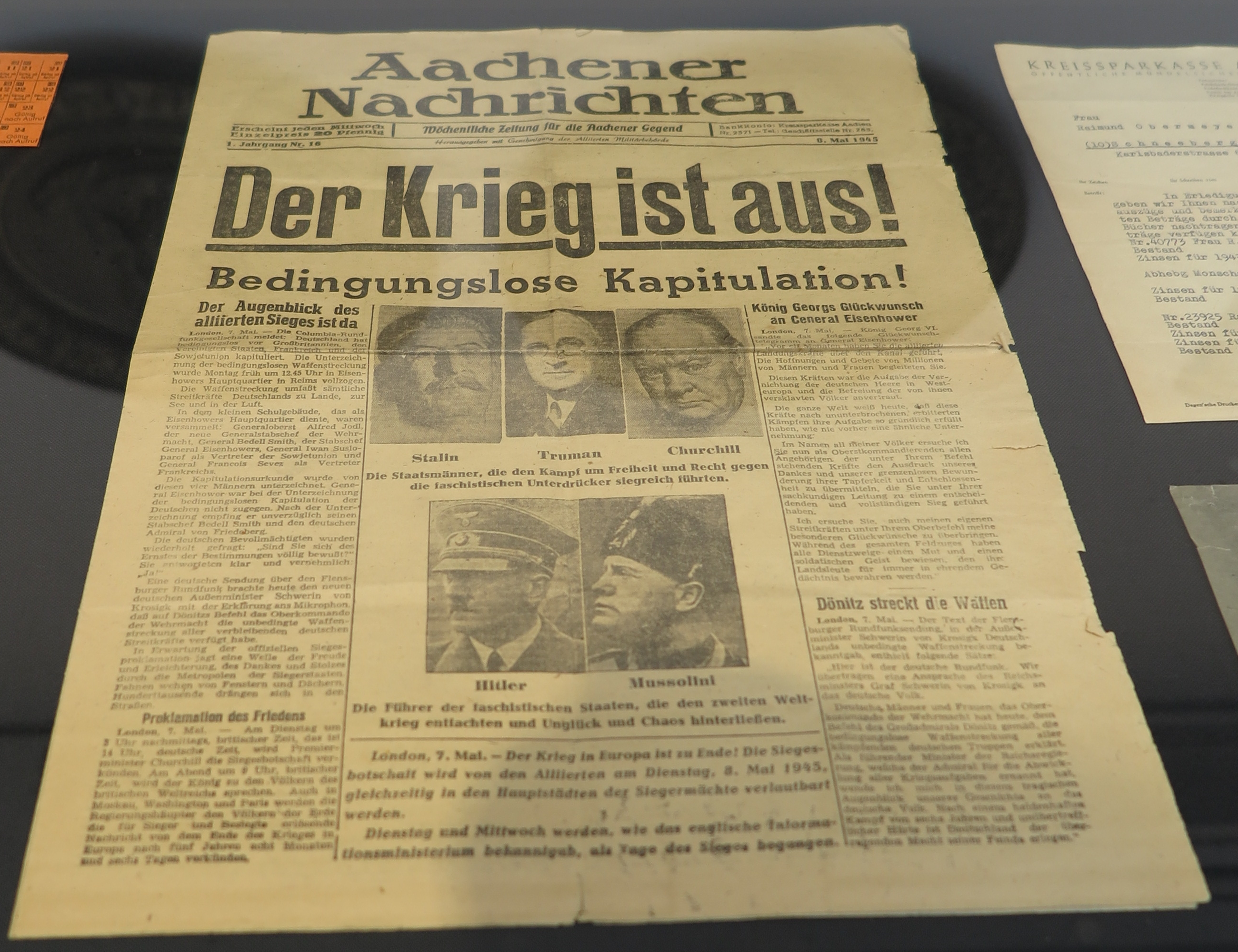
Ausgabe der Aachener Nachrichten vom 8. Mai 1945

Die Aachener Nachrichten erschienen seit dem 24. Januar 1945 und waren damit die am längsten ununterbrochen erscheinende Zeitung Deutschlands. Sie war auch die erste Lizenzzeitung Deutschlands und die einzige, die bereits vor Ende des Zweiten Weltkrieges durch die Psychological Warfare Division (PWD) gegründet wurde, weil Aachen bereits im Oktober 1944 von alliierten Truppen eingenommen worden war. Für die Zeitung wählte das US-amerikanische PWD, dessen Ziel es war, die Deutschen zu Demokraten umzuerziehen, den vom Nationalsozialismus unbelasteten sozialdemokratischen Drucker Heinrich Hollands sowie den unbelasteten Journalisten Otto Pesch aus. Im Verlagshaus der ehemaligen Ausgabe „Aachener Anzeiger/Politisches Tageblatt“ hatte eine Druckmaschine den Krieg überstanden, so dass das alte Verlagshaus entsprechend genutzt werden konnte. Hollands und Pesch arbeiteten zunächst unter Anleitung eines dreiköpfigen PWD-Presseteams und zunächst noch unter strenger Zensur. Die erste Ausgabe hatte eine Auflage von 12.000 Exemplaren, bestand aus vier Seiten und kostete 20 Pfennig. Die zweite Ausgabe vom 31. Januar 1945 erschien schon in einer Auflage von 18.909 Exemplaren, obwohl nach den vorherigen Kriegsmonaten in der Stadt Aachen nur noch knapp 10.000 Menschen lebten.
Als erstes freies Blatt – ohne NS-Propaganda – konnten die Aachener Nachrichten die Kapitulation der Wehrmacht am 8. Mai 1945 vermelden. Außer den Aachener Nachrichten erschien in Deutschland offenbar nur noch die Zeitung Flensburger Nachrichten an diesem Tag, die diese Meldung verkündete. Das kaum zerstörte Flensburg war zu diesem Zeitpunkt noch nicht vollständig besetzt. Die letzte Reichsregierung im Sonderbereich Mürwik nutzte für Verlautbarungen noch den Reichssender Flensburg in der Flensburger Innenstadt, wo sich auch die Zeitung Flensburgs befand. Ein originales Zeitungsexemplar der Zeitung aus Aachen mit dem bekannten Titel „Der Krieg ist aus!“ hängt heute im Bonner Haus der Geschichte. Am 27. Juni 1945 wurde an Heinrich Hollands die Lizenz für die Aachener Nachrichten vergeben, die die erste Lizenz für eine deutsche Zeitung in deutscher Hand darstellte. Erster Herausgeber der Aachener Nachrichten wurde damit Heinrich Hollands. Erster deutscher Redakteur wurde Otto Pesch.

## Auflage
Die Auflage der Aachener Nachrichten wird gemeinsam mit der Aachener Zeitung ausgewiesen. In den vergangenen Jahren haben die beiden Zeitungen erheblich an Auflage eingebüßt. Die verkaufte Auflage ist in den vergangenen 10 Jahren um durchschnittlich 5,6 % pro Jahr gesunken. Im vergangenen Jahr hat sie um 9,4 % abgenommen. Sie beträgt gegenwärtig 61.876 Exemplare. Der Anteil der Abonnements an der verkauften Auflage liegt bei 87,7 Prozent.
| 1998   | 1999   | 2000   | 2001   | 2002   | 2003   | 2004   | 2005   | 2006   | 2007   | 2008   | 2009   | 2010   | 2011   | 2012   | 2013   | 2014   | 2015   | 2016   | 2017   | 2018  | 2019  | 2020  | 2021  | 2022  | 2023  | 2024  |
| ------ | ------ | ------ | ------ | ------ | ------ | ------ | ------ | ------ | ------ | ------ | ------ | ------ | ------ | ------ | ------ | ------ | ------ | ------ | ------ | ----- | ----- | ----- | ----- | ----- | ----- | ----- |
| 163836 | 164106 | 160410 | 158983 | 155963 | 150980 | 147661 | 142274 | 137527 | 137987 | 134098 | 130261 | 128559 | 127056 | 122795 | 116684 | 112419 | 111043 | 107467 | 102654 | 97266 | 91679 | 88750 | 84953 | 77306 | 69904 | 63304 |

## Politische Ausrichtung
Die Aachener Nachrichten galten als etwas weiter links orientiert und weniger Kirchen-orientiert als ihr Schwesterblatt, die Aachener Zeitung. Dies ist wohl immer noch darauf zurückzuführen, dass mit Beginn der Zugehörigkeit zur britischen Besatzungszone die Zeitungen eine Parteiausrichtung haben mussten. Die Aachener Nachrichten wurden damit eine der SPD nahestehende Zeitung. Da sich die Zuteilung des knappen Papiers nach den Stimmanteilen der Parteien richtete, wurden die Aachener Nachrichten entsprechend den Stimmanteilen der Partei in ihrem Verbreitungsgebiet die kleinere Zeitung. Die Parteibindung endete allerdings bereits im Jahre 1949.

## Lokalausgaben
Die Aachener Nachrichten hatten mehrere Lokalausgaben (teilweise als Kopfblatt mit entsprechenden Namen):
- Aachener Nachrichten (Aachen), Stadt Aachen
- Aachener Nachrichten (Alsdorf), nördl. Teil der Städteregion Aachen (Alsdorf, Baesweiler, Herzogenrath, Würselen)
- Dürener Nachrichten (Düren), südl. Hälfte des Kreises Düren
- Eifeler Nachrichten (Monschau), südl. Teil der Städteregion Aachen (Monschau, Roetgen, Simmerath)
- Eschweiler/Stolberger Nachrichten (Eschweiler), Städte Eschweiler und Stolberg (Rhld.)
- Heinsberger Nachrichten (Heinsberg), Kreis Heinsberg
- Jülicher Nachrichten (Jülich), nördl. Hälfte des Kreises Düren